# ジェイコブ・レイム
ジェイコブ・アラン・レイム（Jacob Alan Rhame, 1993年3月16日 - ）は、アメリカ合衆国ジョージア州アトランタ出身のプロ野球選手（投手）。右投右打。現在は、フリーエージェント（FA）。

## 経歴

### プロ入りとドジャース傘下時代
2013年のMLBドラフト6巡目（全体184位）でロサンゼルス・ドジャースから指名され、6月16日に契約。契約後は傘下のパイオニアリーグのルーキー級オグデン・ラプターズでプロデビュー。20試合に登板して1勝2敗8セーブ、防御率4.58、21奪三振を記録した。
2014年はA級グレートレイクス・ルーンズでプレーし、51試合に登板して5勝4敗9セーブ、防御率2.00、90奪三振を記録した。
2015年はA+級ランチョクカモンガ・クエークスで5試合に登板後、AA級タルサ・ドリラーズへ昇格。AA級タルサでは39試合に登板して3勝3敗2セーブ、防御率3.06、70奪三振を記録した。
2016年はAAA級オクラホマシティ・ドジャースでプレーし、54試合に登板して1勝7敗7セーブ、防御率3.29、70奪三振を記録した。オフの11月18日にルール・ファイブ・ドラフトでの流出を防ぐために40人枠入りした。
2017年はAAA級オクラホマシティでプレーし、41試合に登板して0勝2敗2セーブ、防御率4.31、55奪三振を記録した。

### メッツ時代
2017年8月20日、18日に行われたカーティス・グランダーソンとのトレードの後日発表選手としてニューヨーク・メッツへ移籍した。移籍後は傘下のAAA級ラスベガス・フィフティワンズで4試合に登板し、セプテンバー・コールアップの9月1日にメジャーへ昇格した。9月2日にヒューストン・アストロズ戦でメジャーデビュー。1.1回を投げ2安打無失点1奪三振だった。9月23日のワシントン・ナショナルズ戦では同点の延長10回表から登板したが、ダニエル・マーフィーから勝ち越しの本塁打を打たれ、メジャー初黒星を喫した。シーズン最終登板となった9月30日のフィラデルフィア・フィリーズ戦では2回を無安打無失点に抑え、メジャー初勝利を挙げた。この年メジャーでは9試合に登板して1勝1敗、防御率9.00、7奪三振を記録した。
2018年は開幕ロースター入りし、4月7日のナショナルズ戦で初ホールドを記録、4月8日の同戦で初セーブを記録したが、4月10日のマイアミ・マーリンズ戦で救援に失敗し、4月13日にAAA級ラスベガスへ降格。4月27日にメジャーへ再昇格したが、登板機会のないまま4月28日にAAA級ラスベガスへ降格。5月15日にメジャーへ昇格したが、29日のアトランタ・ブレーブス戦でブロウンセーブを記録し、30日にAAA級ラスベガスへ降格した。6月8日にメジャーへ昇格したが、14日のアリゾナ・ダイヤモンドバックス戦で1回2失点を喫し、17日にAAA級ラスベガスへ降格。7月9日にメジャーへ昇格したが、翌10日にAAA級ラスベガスへ降格し、再び11日にメジャーへ再昇格した。8月2日にAAA級ラスベガスへ降格。8月5日にメジャーへ昇格。昇格後は2試合連続失点を記録したため、8月13日にAAA級ラスベガスへ降格した。8月16日にメジャーへ昇格したが、ダブルヘッダー用の登録枠（26人目）だったため、翌17日にAAA級ラスベガスへ降格した。8月29日にメジャーへ昇格。同日のシカゴ・カブス戦で1回2失点を記録し、8月30日にAAA級ラスベガスへ降格したが、31日に再昇格した。この年は30試合に登板して1勝2敗1セーブ、防御率5.85、28奪三振を記録した。
2019年は5試合に登板して0勝1敗、防御率4.26、5奪三振を記録した。

### エンゼルス傘下時代
2020年7月8日にウェイバー公示を経てロサンゼルス・エンゼルスへ移籍した。7月21日に40人枠を外れてマイナー契約となった。オフの11月2日にFAとなった。

### パドレス傘下時代
2020年12月14日にサンディエゴ・パドレスとマイナー契約を結び、2021年のスプリングトレーニングに招待選手として参加することになった。2021年4月28日に自由契約となった。

### 独立リーグ時代
2021年8月23日にアメリカン・アソシエーションのクリーバーン・レイルローダーズと契約した。さっそく当日の試合に先発したが、1回1/3イニングを5失点で降板し、翌24日に早くも解雇された。　

## 詳細情報

### 年度別投手成績
| 年 度    | 球 団    | 登 板 | 先 発 | 完 投 | 完 封 | 無 四 球 | 勝 利 | 敗 戦 | セ 丨 ブ | ホ 丨 ル ド | 勝 率 | 打 者 | 投 球 回 | 被 安 打 | 被 本 塁 打 | 与 四 球 | 敬 遠 | 与 死 球 | 奪 三 振 | 暴 投 | ボ 丨 ク | 失 点 | 自 責 点 | 防 御 率 | W H I P |
| -------- | -------- | ----- | ----- | ----- | ----- | -------- | ----- | ----- | -------- | ----------- | ----- | ----- | -------- | -------- | ----------- | -------- | ----- | -------- | -------- | ----- | -------- | ----- | -------- | -------- | ------- |
| 2017     | NYM      | 9     | 0     | 0     | 0     | 0        | 1     | 1     | 0        | 0           | .500  | 45    | 9.0      | 12       | 2           | 7        | 0     | 0        | 7        | 0     | 0        | 9     | 9        | 9.00     | 2.11    |
| 2018     | NYM      | 30    | 0     | 0     | 0     | 0        | 1     | 2     | 1        | 2           | .333  | 140   | 32.1     | 38       | 8           | 8        | 2     | 1        | 28       | 0     | 0        | 21    | 21       | 5.85     | 1.42    |
| 2019     | NYM      | 5     | 0     | 0     | 0     | 0        | 0     | 1     | 0        | 0           | .000  | 30    | 6.1      | 3        | 1           | 9        | 0     | 0        | 5        | 0     | 0        | 4     | 3        | 4.26     | 1.89    |
| MLB：3年 | MLB：3年 | 44    | 0     | 0     | 0     | 0        | 2     | 4     | 1        | 2           | .333  | 215   | 47.2     | 53       | 11          | 24       | 2     | 1        | 40       | 0     | 0        | 34    | 33       | 6.23     | 1.62    |

- 2019年度シーズン終了時

### 年度別守備成績
| 年 度 | 球 団 | 投手（P） | 投手（P） | 投手（P） | 投手（P） | 投手（P） | 投手（P） |
| 年 度 | 球 団 | 試 合     | 刺 殺     | 補 殺     | 失 策     | 併 殺     | 守 備 率  |
| ----- | ----- | --------- | --------- | --------- | --------- | --------- | --------- |
| 2017  | NYM   | 9         | 0         | 3         | 0         | 0         | 1.000     |
| 2018  | NYM   | 30        | 1         | 1         | 0         | 0         | 1.000     |
| 2019  | NYM   | 5         | 0         | 2         | 0         | 0         | 1.000     |
| MLB   | MLB   | 44        | 1         | 6         | 0         | 0         | 1.000     |

- 2019年度シーズン終了時

### 背番号
- 35（2017年 - 2019年）